# 아이칠린

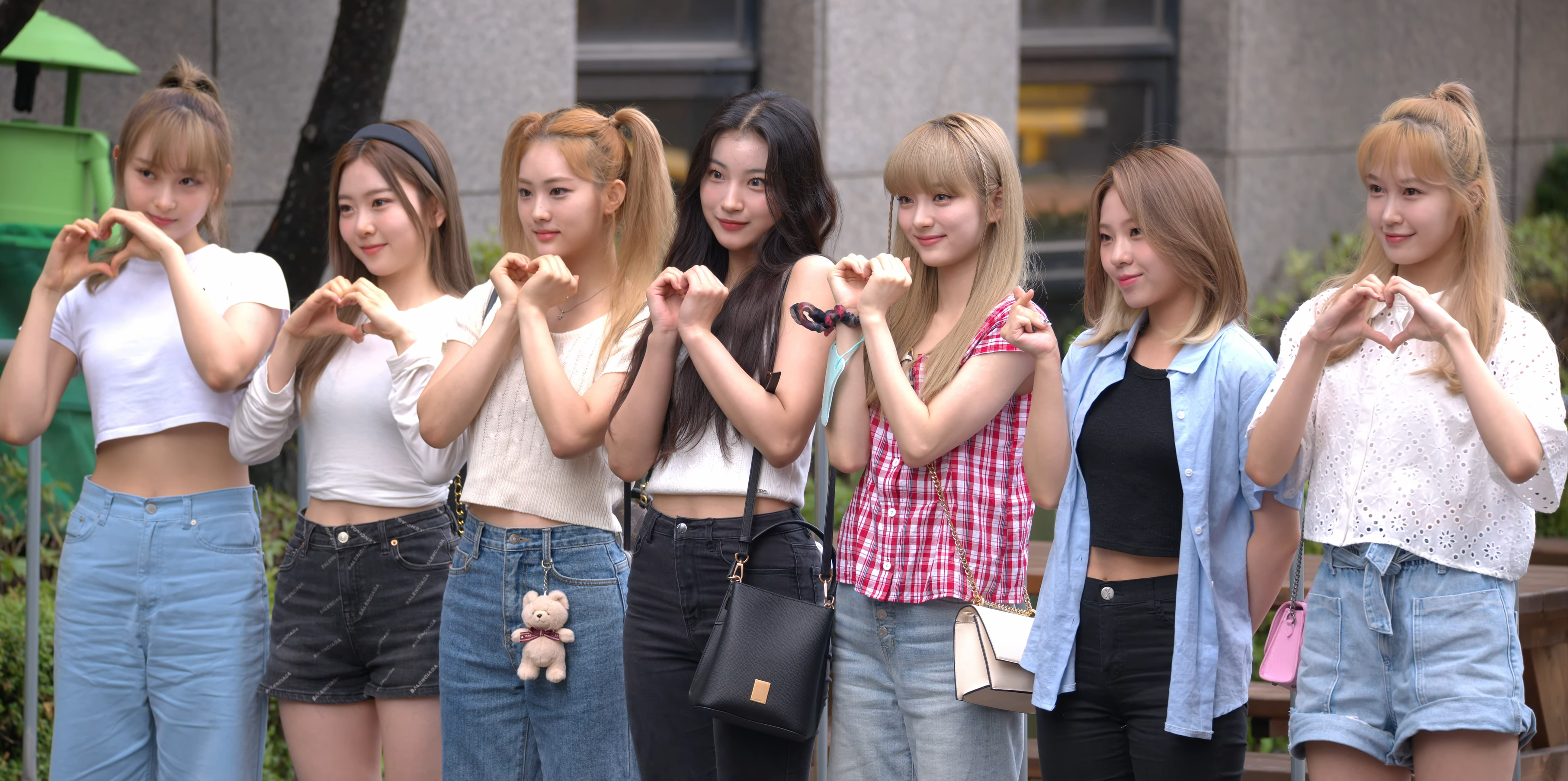

아이칠린(ICHILLIN')은 2021년 케이엠이엔티에 의해 결성된 대한민국의 K-pop 7인조 걸 그룹이다. 현재 지윤, 이지, 재키, 주니, 채린, 예주, 초원의 7명으로 구성되어 있다. 한때 소희가 이 그룹 소속이었으나 2022년 7월 15일 그룹을 떠났다.
2021년 9월 8일 디지털 싱글 "Got'Ya"로 데뷔했다.

## 구성원

### 현재
- 지윤(Jiyoon)[4]
- 이지(E.Ji) - Leader[5]
- 재키(Jackie)[6]
- 주니(Joonie)[7]
- 채린(Chaerin)[8]
- 예주(Yeju)[9]
- 초원(Chowon)[10]

### 이전
- 소희[11]

## 디스코그래피

### EP
- Bridge of Dreams (2022년 4월 27일)

### 싱글
- "Got'Ya" - 2021년 (음반: Bridge of Dreams)
- "Fresh" - Fresh (음반: Bridge of Dreams)
- Play Hide & Seek" (꼭꼭 숨어라) (음반: Bridge of Dreams)
- "Draw (My Time)": TBA